# Vasaplan, Stockholm

Vasaplan är en plats i Stockholms innerstad mellan Vasagatan och Östra järnvägsgatan. Platsen var tidigare den västligaste delen av Bryggargatan.
Vid platsen finns bland annat Arlanda Express-terminalen och byggnaden Vasahuset från 1960 samt hotellen Nordic Light Hotel och Nordic Sea Hotel. T-centralens nordligaste biljetthall ligger under Vasaplan och när Citybanan stod färdig 2017 fick pendeltågen en uppgång till denna biljetthall.

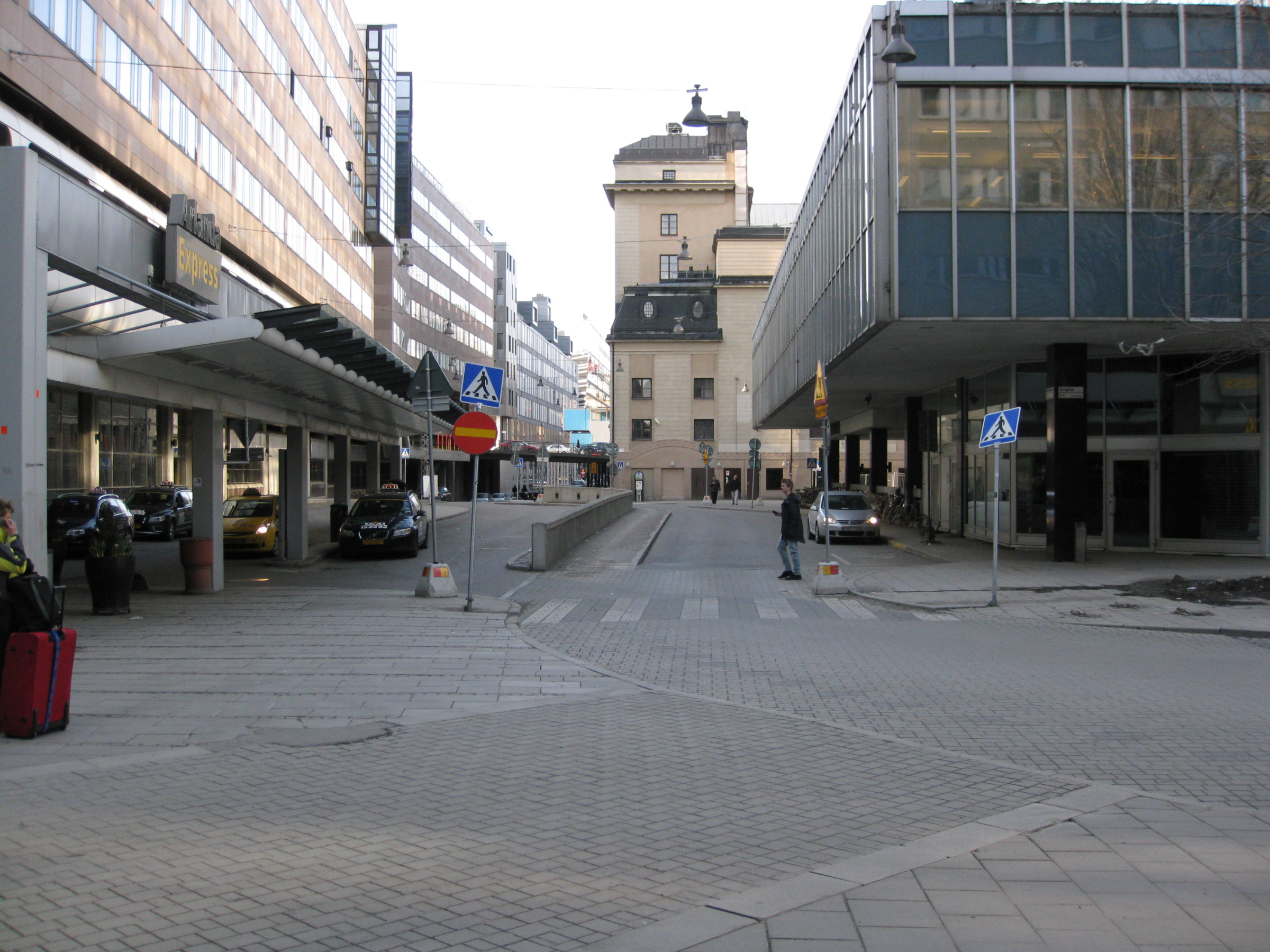
Vasaplan sedd från söder.
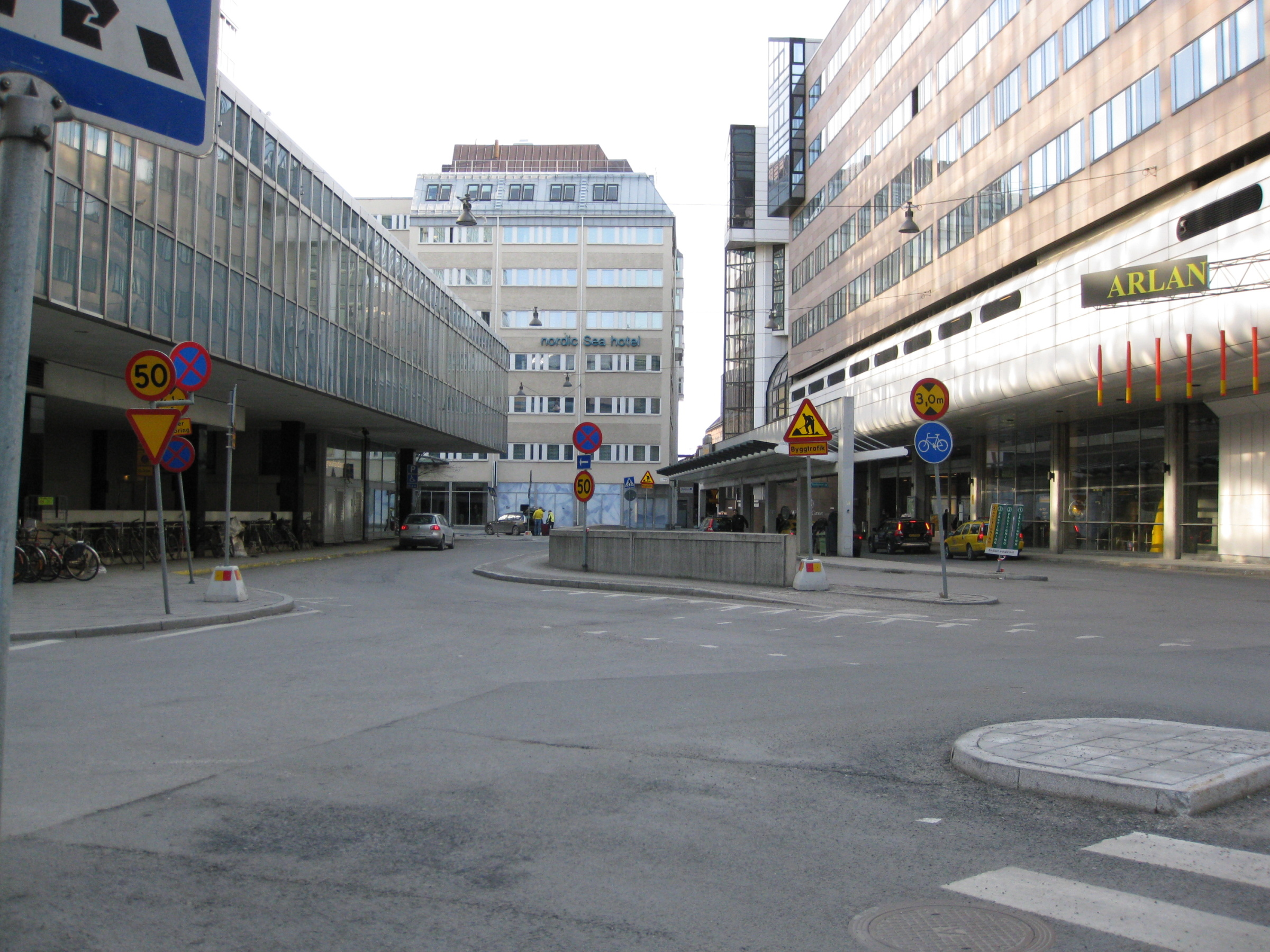
Vasaplan sedd från norr.